# Werner Glogauer
Werner Glogauer (* 21. Dezember 1925 in Wansen, Niederschlesien; † 1. Oktober 2013 in Augsburg) war ein deutscher Pädagoge und Hochschullehrer an der Universität Augsburg.

## Leben
Glogauer studierte Pädagogik, Psychologie und Literatur an der Philosophisch-theologischen Hochschule in Regensburg und der Ludwig-Maximilians-Universität München. Er besuchte die Lehrerbildungsanstalt in Straubing und legte 1950 die Erste Lehramtsprüfung für den Volksschuldienst und 1952 die Zweite Lehramtsprüfung ab. Er wurde bei Martin Keilhacker mit einer Untersuchung über Vorbilder und Leitbilder des Films im Jugendalter promoviert. 1980 wurde er Professor für Schulpädagogik mit dem Schwerpunkt allgemeine Didaktik an der Universität Augsburg. Er war Autor des Geschichtsbuches Wir erleben die Geschichte.

## Forschungsschwerpunkt
Glogauer forschte und publizierte zu didaktischen Themen sowie zum Thema „Gewalt in den Medien“. Glogauer war mehrfach in öffentlichkeitswirksamen Prozessen als Gutachter zu Mediengewalt bestellt worden. Aufsehen erregte der Medienpädagoge immer wieder durch die These, Gewalt in den Medien könne einen Einfluss auf kindliches Verhalten haben. Er vertrat außerdem die These, dass einen Zusammenhang zwischen Killerspiele, Filme, Gothic Music und dem verüben von Amokläufen gäbe.

## Veröffentlichungen (Auswahl)
- Das Strukturmodell der Didaktik. Systematik und Methodologie. Ehrenwirth, München 1967
- Wir erleben Geschichte. Bayerischer Schulbuch Verlag, München 1971
- Zur Lernwirksamkeit des Schulfernsehens. Empirische Untersuchungen. Universitäts- und Schulbuchverlag, Saarbrücken 1974, ISBN 3-87834-107-5
- Neue Konzeptionen für individualisierendes Lehren und Lernen. Klinkhardt, Bad Heilbrunn 1976, ISBN 3-7815-0250-3
- Rechtschreibtests zur Fehlerdiagnose und objektiven Leistungsmessung und -beurteilung für die 3./4. [dritte, vierte] Jahrgangsstufe: mit 15 Testbogen zum Kopieren, Lösungen u. Prozentrangtabellen. Ehrenwirth, München 1980, ISBN 3-431-02283-9
- Videofilm-Konsum der Kinder und Jugendlichen. Erkenntnisstand und Wirkungen. Klinkhardt, Bad Heilbrunn 1988, ISBN 3-7815-0611-8
- Kriminalisierung von Kindern und Jugendlichen durch Medien. Wirkungen gewalttätiger, sexueller, pornographischer und satanischer Darstellungen. Nomos Verlagsgesellschaft, Baden-Baden 1991, ISBN 3-7890-3391-X
- Die neuen Medien verändern die Kindheit. Nutzung und Auswirkungen des Fernsehens, der Videofilme, Computer- und Videospiele, der Werbung und Musikvideoclips. Beltz, Weinheim 1998, ISBN 3-89271-500-9
- Die neuen Medien verändern die Kindheit. Beltz, Weinheim 1998, ISBN 978-3-89271-500-9
- Die neuen Medien machen uns krank. Gesundheitliche Schäden durch Medien-Nutzung bei Kindern, Jugendlichen und Erwachsenen. Beltz, Weinheim 1999, ISBN 3-89271-868-7